# Bob Boyle

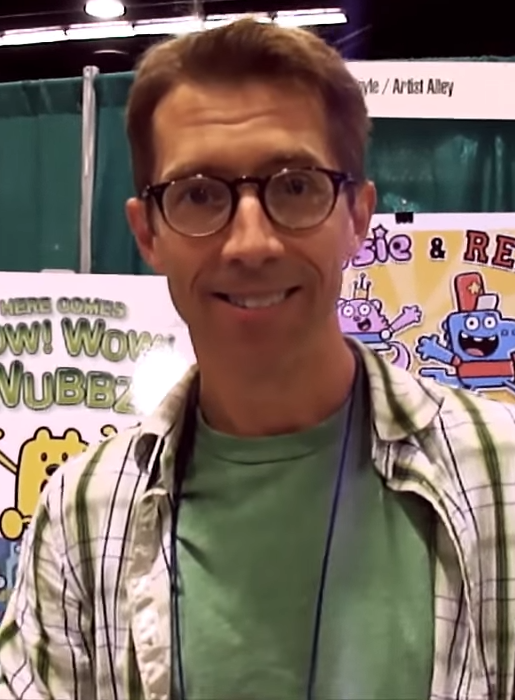
Imagem de Bob Boyle.

Robert "Bob" Boyle II (nascido em 18 de maio de 1971), é um diretor de televisão, produtor, escritor, artista de storyboard, designer de modelos, diretor de arte e animador americano.

## Biografia
Boyle é o criador e produtor executivo de Wow! Wow! Wubbzy! e Yin Yang Yo!.Boyle também trabalhou no Nickelodeon nas animações de The Fairly OddParents e Danny Phantom Trabalhou como produtor de supervisão no programa Cartoon Network, Clarence durante sua primeira temporada e produtor co-executivo de The Powerpuff Girls.
Boyle também trabalhou no Nickelodeon nas animações de The Fairly OddParents e Danny Phantom. Ele escreveu e ilustrou dois livros infantis: Rosie & Rex e Hugo e a Corda

## Televisão
- Oh Yeah! Cartoons
- The Fairly OddParents
- Danny Phantom
- Wow! Wow! Wubbzy! Criador, Produtor executivo (2006-2010)
- Yin Yang Yo! Criador, Produtor executivo (2006-2009)
- Clarence
- The Powerpuff Girls

## Prémios
Boyle ganhou um Prêmio Emmy em 2008 pelo Design de Produção para Wow! Wow! Wubbzy!